# Chambellan
Chambellan, in creolo haitiano Chanbèlan, è un comune di Haiti facente parte dell'arrondissement di Jérémie nel dipartimento di Grand'Anse.